# Шаблыгин, Василий Алексеевич
Васи́лий Алексе́евич Шаблы́гин (1890 Кулебаки — после 1970, Краснодар) — советский партийный и хозяйственный деятель.

## Биография
Родился в 1890 году к селе Кулебаки Ардатовского уезда Нижегородской губернии. Работал слесарем Кулебакского металлургического завода. В 1907 году вступил в Российскую социал-демократическую рабочую партию. С 1917 по 1918 годы возглавлял уездный Совет рабочих депутатов. В 1920-х годах занимал различные партийные посты в Горьком, Москве, Туркестане. Был членом пяти съездов РКП (б) и ВКП (б): VIII (1919), IX (1920), XI (1922), XII (1923) и XIII (1924), а также двух съездов Советов — IV и V (оба 1918). Неоднократно встречался с руководителем страны Владимиром Ильичём Лениным. Начиная с 1930 года занимал различные хозяйственные посты. С 1930 по 1933 годы — первый директор Уральского районного управления электростанций в Свердловске. С 1933 по 1935 обучался на Академических курсах командного состава промышленности. С 1935 по 1936 годы руководил строительством завода «Электросигнал» в Воронеже, а после завершения строительства был его первым директором. С 1936 по 1938 — директор Харьковского завода № 192 авиационной промышленности. С 1938 по 1940 годы начальник опытного производства Завода электроизмерительных приборов в Краснодаре. 1939 по 1948 годы — руководитель электромеханического техникума там же. С 1949 по 1960 годы — руководитель подготовки кадров на Краснодарском заводе электроизмерительных приборов. В 1960 году вышел на пенсию. В 1969 в вышедшем в Краснодаре сборнике «Имя Ленина в сердце каждом» опубликован очерк воспоминаний Василия Алексеевича Шаблыгина о его встречах с Лениным.
Имел двух сыновей — Спартака и Марата, а также дочь.